# Non esistono
Non esistono è un singolo del rapper italiano Rancore e del disc jockey DJ Myke, pubblicato il 18 marzo 2014.

## Video musicale
Il videoclip, diretto da Marlowe Pelea, è stato pubblicato su YouTube contestualmente all'uscita del singolo.

## Tracce
1. Non esistono – 3:37